# Kranevo Point
Kranevo Point är en udde i Antarktis. Den ligger i Västantarktis. Argentina, Chile och Storbritannien gör anspråk på området.
Terrängen inåt land är huvudsakligen kuperad, men söderut är den platt. Havet är nära Kranevo Point åt nordväst. Trakten är obefolkad. Det finns inga samhällen i närheten. 